# Pierre Clément (réalisateur)
Pour les articles homonymes, voir Pierre Clément et Clément.
Pierre Clément est un réalisateur et directeur de la photographie français, né le 3 octobre 1927 au Mans et mort le 8 octobre 2007 à La Rochelle.

## Biographie
Après ses études à l'IDHEC, Pierre Clément se rend à Tunis en 1957 en même temps que René Vautier pour filmer la Tunisie indépendante. Il est intégré dans l'équipe cinéma du FLN et tourne Sakiet Sidi Youcef en 1958, contribuant à la naissance du cinéma algérien. Il est arrêté en octobre de la même année par l'armée française sur le territoire de l'Algérie et échappe de peu à l'exécution sommaire. Sa caméra et ses pellicules sont saisis et ne lui seront jamais restitués. Condamné à 10 ans de prison pour atteinte à la sécurité extérieure de l'État, il est amnistié en octobre 1962.
Il travaille ensuite en Algérie afin de participer à la formation des cinéastes, puis comme directeur de la photographie pour plusieurs films de René Vautier.
En 2004, il témoigne avec René Vautier, Olga Poliakoff et Yann Le Masson  dans le documentaire Algérie, d'autres regards, de Raphaël Pillosio, sur les conditions de son engagement pour l'indépendance de l'Algérie et sur les méthodes de production et de diffusion des films réalisés à cette époque dans ce pays.
Décédé le 8 octobre 2007, il repose au cimetière du Montparnasse, division 5.

## Filmographie

### Réalisateur
- 1958 : Sakiet Sidi Youcef
- 1958 : Réfugiés algériens (coréalisateur : Djamel Chanderli)
- L'ALN au combat (inachevé)

### Directeur de la photographie
- 1958 : Les Anneaux d'or de René Vautier (CM)
- 1971 : Avoir 20 ans dans les Aurès de René Vautier
- 1974 : La Folle de Toujane de René Vautier et Nicole Le Garrec
- 1978 : Quand les femmes ont pris la colère de Soazig Chappdelaine et René Vautier
- 1978 : Marée noire, colère rouge de René Vautier